# آلرتون
آلرتون (به انگلیسی: Allerton) یک روستا در بریتانیا است که در یورک‌شر و هامبر واقع شده‌است.